# Greatest Hits … So Far!!!
Greatest Hits … So Far!!! ist der Titel einer Kompilation der US-amerikanischen Popsängerin Pink, die im November 2010 bei dem Plattenlabel LaFace Records veröffentlicht wurde.

## Hintergrund
Im September 2010 gab MTV bekannt, dass Pink ein Kompilationsalbum veröffentlichen werde. Mit dem Regisseur Cole Walliser drehte sie in dem Zeitraum ein neues Musikvideo. Pink war zunächst gegen ein Kompilationsalbum. Sie sagte: „I was not inspired at all for this album … I always figured you need to be 60 or better, to have a little more past, to put one of these out. I fought it for years.“
Am 5. November 2010 erschien mit Raise Your Glass die erste Singleauskopplung des Kompilationsalbums. Die zweite und letzte Auskopplung war mit F**kin’ Perfect am 14. Dezember 2010.

## Titelliste
| #   | Titel                 | Länge |
| --- | --------------------- | ----- |
| 1.  | Get the Party Started | 3:11  |
| 2.  | There You Go          | 3:26  |
| 3.  | Don’t Let Me Get Me   | 3:31  |
| 4.  | Just Like a Pill      | 3:57  |
| 5.  | Family Portrait       | 4:56  |
| 6.  | Trouble               | 3:12  |
| 7.  | Stupid Girls          | 3:16  |
| 8.  | Who Knew              | 3:28  |
| 9.  | U + Ur Hand           | 3:34  |
| 10. | Dear Mr. President    | 4:33  |
| 11. | So What               | 3:35  |
| 12. | Sober                 | 4:11  |
| 13. | Please Don’t Leave Me | 3:51  |
| 14. | Funhouse              | 3:25  |
| 15. | I Don’t Believe You   | 4:35  |
| 16. | Glitter in the Air    | 3:47  |
| 17. | Raise Your Glass      | 3:23  |
| 18. | F**kin’ Perfect       | 3:30  |

## Kommerzieller Erfolg

### Chartplatzierungen
| ChartsChartplatzierungen       | Höchstplatzierung | Wochen |
| ------------------------------ | ----------------- | ------ |
| Deutschland (GfK)              | 3 (37 Wo.)        | 37     |
| Österreich (Ö3)                | 4 (34 Wo.)        | 34     |
| Schweiz (IFPI)                 | 4 (57 Wo.)        | 57     |
| Vereinigtes Königreich (OCC)   | 5 (277 Wo.)       | 277    |
| Vereinigte Staaten (Billboard) | 5 (133 Wo.)       | 133    |

| ChartsJahrescharts (2010)    | Platzierung |
| ---------------------------- | ----------- |
| Deutschland (GfK)            | 36          |
| Schweiz (IFPI)               | 60          |
| Vereinigtes Königreich (OCC) | 32          |

| ChartsJahrescharts (2011)      | Platzierung |
| ------------------------------ | ----------- |
| Deutschland (GfK)              | 83          |
| Österreich (Ö3)                | 63          |
| Schweiz (IFPI)                 | 45          |
| Vereinigtes Königreich (OCC)   | 45          |
| Vereinigte Staaten (Billboard) | 22          |

| ChartsJahrescharts (2013)    | Platzierung |
| ---------------------------- | ----------- |
| Vereinigtes Königreich (OCC) | 90          |

| ChartsJahrescharts (2019)    | Platzierung |
| ---------------------------- | ----------- |
| Vereinigtes Königreich (OCC) | 75          |

| ChartsJahrescharts (2021)    | Platzierung |
| ---------------------------- | ----------- |
| Vereinigtes Königreich (OCC) | 91          |

| ChartsJahrescharts (2022)    | Platzierung |
| ---------------------------- | ----------- |
| Vereinigtes Königreich (OCC) | 97          |

| ChartsJahrescharts (2023)    | Platzierung |
| ---------------------------- | ----------- |
| Vereinigtes Königreich (OCC) | 65          |

### Auszeichnungen für Musikverkäufe
| Land/Region                  | Auszeichnungen für Musikverkäufe (Land/Region, Auszeichnung, Verkäufe) | Verkäufe  |
| ---------------------------- | ---------------------------------------------------------------------- | --------- |
| Australien (ARIA)            | 11× Platin                                                             | 770.000   |
| Belgien (BRMA)               | Gold                                                                   | 15.000    |
| Brasilien (PMB)              | Gold                                                                   | 20.000    |
| Dänemark (IFPI)              | Platin                                                                 | 30.000    |
| Deutschland (BVMI)           | Platin                                                                 | 200.000   |
| Frankreich (SNEP)            | Gold                                                                   | 50.000    |
| Irland (IRMA)                | Platin                                                                 | 15.000    |
| Kanada (MC)                  | 2× Platin                                                              | 160.000   |
| Neuseeland (RMNZ)            | 7× Platin                                                              | 105.000   |
| Österreich (IFPI)            | Gold                                                                   | 15.000    |
| Schweden (IFPI)              | Gold                                                                   | 20.000    |
| Schweiz (IFPI)               | Gold                                                                   | 15.000    |
| Ungarn (MAHASZ)              | Gold                                                                   | 3.000     |
| Vereinigte Staaten (RIAA)    | Platin                                                                 | 1.000.000 |
| Vereinigtes Königreich (BPI) | 5× Platin                                                              | 1.500.000 |
| Insgesamt                    | 7× Gold · 29× Platin ·                                                 | 3.918.000 |

Hauptartikel: Pink (Musikerin)/Auszeichnungen für Musikverkäufe